# Lithiase

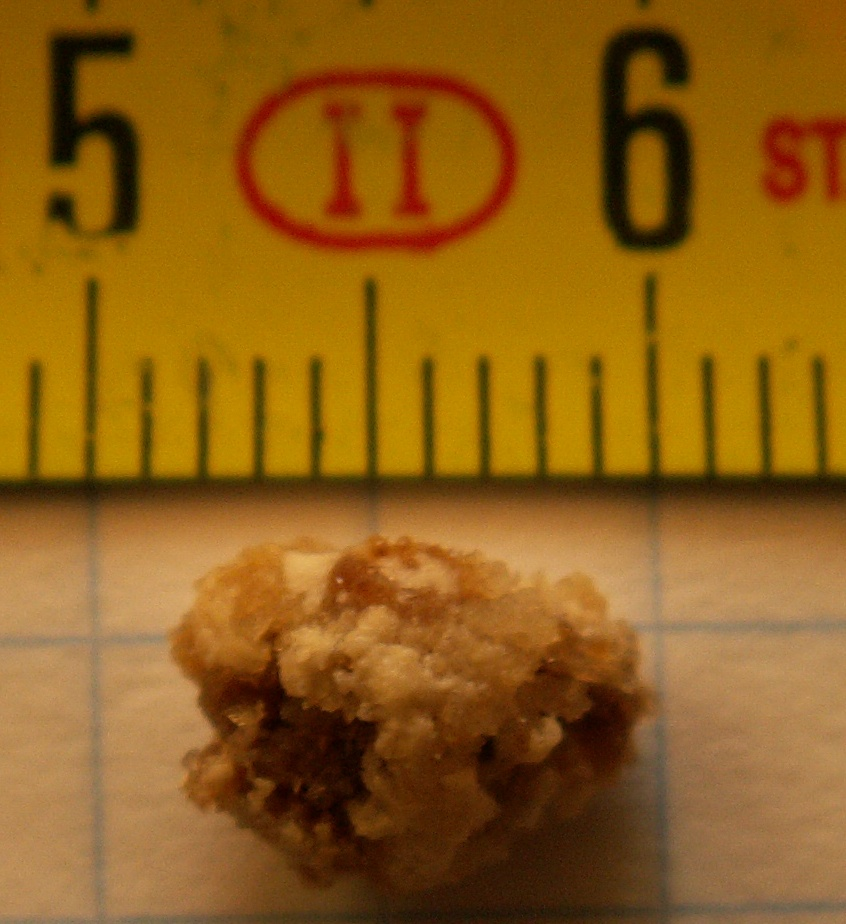
Calcul rénal

Une lithiase ou autrefois lithiasie (terme médical gréco-romain lithiasis, de la racine grecque λίθος/lithos : pierre) est une maladie caractérisée au stade ultime par l'apparition, dans un conduit de l'organisme, d'une concrétion solide appelée calcul, obstruant ledit conduit. On distingue :
- la lithiase biliaire. L'obstruction de la vésicule biliaire était supposée provoquer les coliques hépatiques ;
- la lithiase urinaire. La perturbation de l'émission d'urine via les uretères à partir des reins était supposée provoquer les coliques néphrétiques ;
- la lithiase salivaire ;
- autrefois la « lithiase intestinale ». Elle caractérisait, selon la médecine ancienne, les selles de certains dyspeptiques.